# Hoshihananomia inflammata
Hoshihananomia inflammata är en skalbaggsart som först beskrevs av Leconte 1862.  Hoshihananomia inflammata ingår i släktet Hoshihananomia och familjen tornbaggar. Inga underarter finns listade i Catalogue of Life.